# Sompasaari
Sompasaari (suédois : Sumparn) est une île qui forme avec Nihti la section Sompasaari du quartier Sörnäinen d'Helsinki, la capitale finlandaise.

## Description
Sompasaari est une île de Kruunuvuorenselkä. 
Du côté sud du canal Nihdinkanava, construit au milieu de Sompasaari, se trouve l'île Nihti.
La section Sompasaari à une superficie est de 0,26 km2.

## Transports
Deux nouveaux ponts transversaux, le pont de Merihaka vers Merihaka et le pont de Finken vers Korkeasaari, sont en projet pour le tramway Kruunusillat reliant le centre-ville d'Helsinki et Laajasalo. 

## Galerie

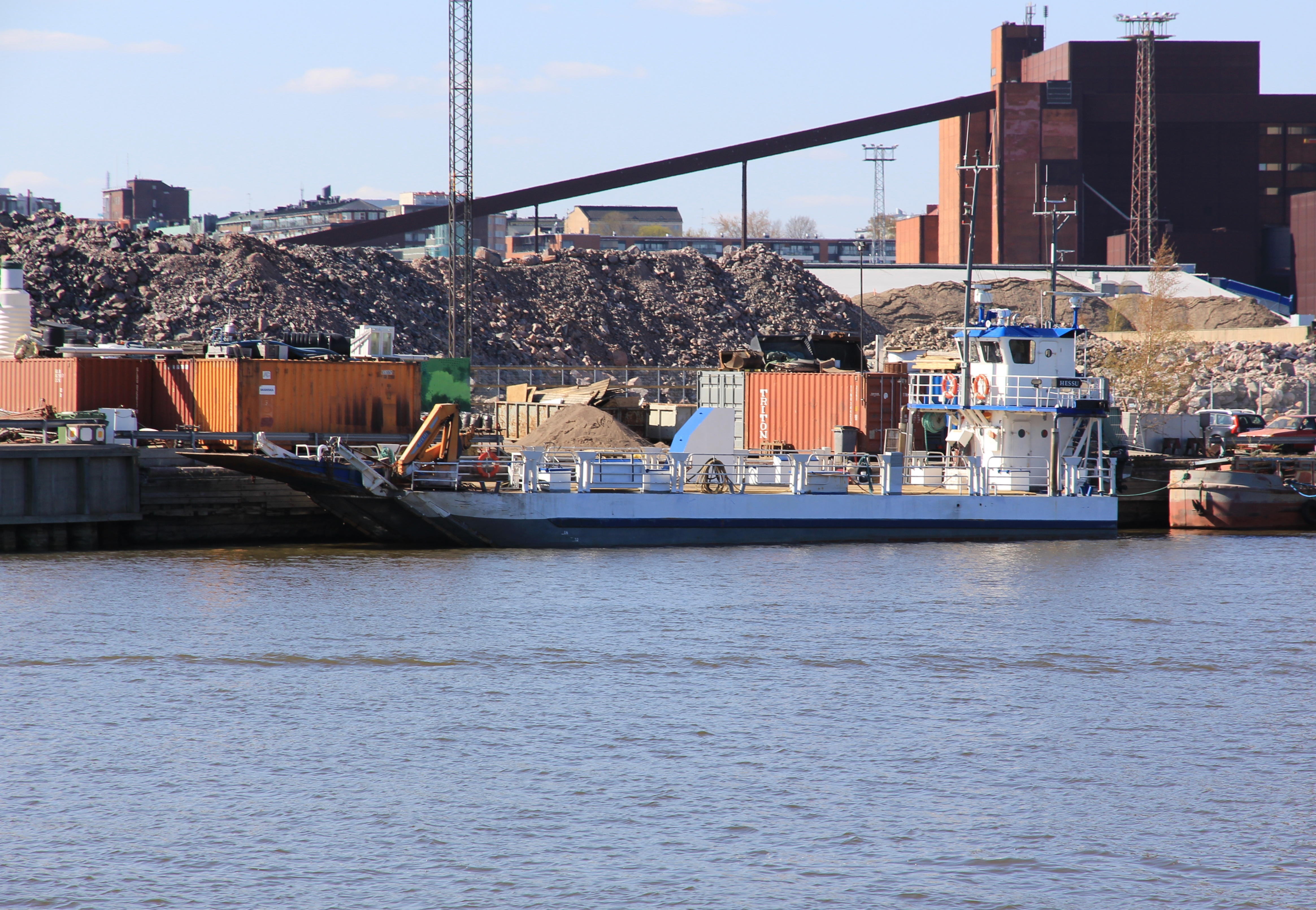
le traversier Hessu à Sompasaari.
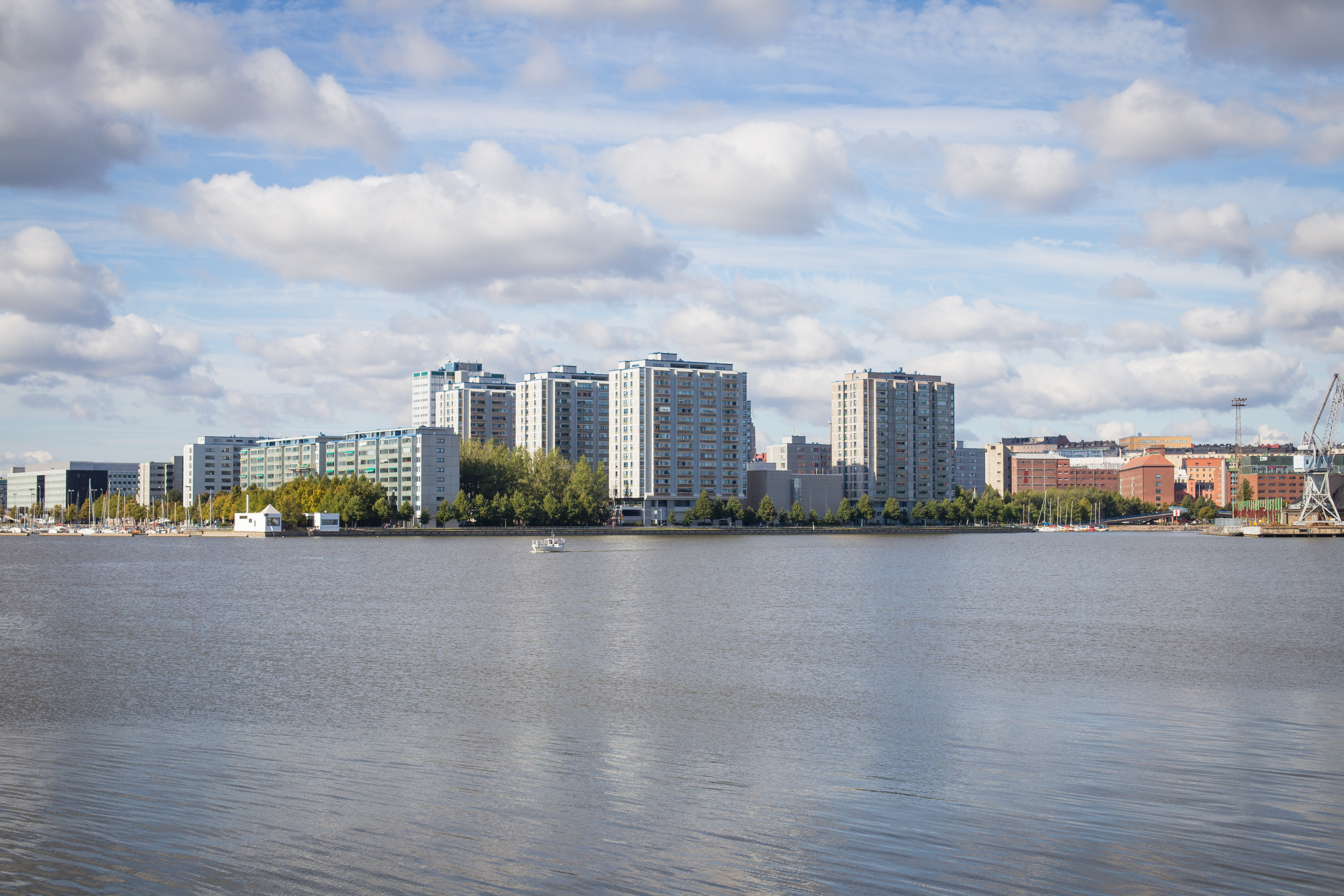
Merihaka vue de sompasaari.